# KazSat-1
KazSat-1 — лёгкий телекоммуникационный геостационарный спутник (точка стояния 103° ВД) разработанный и собранный ФГУП «ГКНПЦ им М. В. Хруничева» с участием ряда партнёров по заказу Казахстана.
Зона покрытия включала всю территорию Казахстана, прилегающую часть Центральной Азии и Московскую область России. Точка стояния 103° ВД была предоставлена Россией на срок 15 лет.
Управление спутником производилось подготовленными в России казахстанскими специалистами из Наземного комплекса управления космическими аппаратами в городе Акколе (Акмолинская область).
В августе 2009 года после произошедших сбоев в 2008 году спутник KazSat-1 переведён на орбиту захоронения.

## Описание

### История разработки и запуска
Контракт на изготовление и запуск первого казахстанского геостационарного космического аппарата был подписан в январе 2004 года. Спутник был построен на основе платформы «Яхта» и оснащён 12-ю транспондерами Ku-диапазона. 8 из которых планировалось использовать для обеспечения фиксированной спутниковой связи (Интернет, телефония, правительственная связь и т. д.), а остальные 4 транспондера отводились под телевидение. Всего в создании спутника участвовали более 15 зарубежных и российских фирм, в том числе ведущие производители бортового телекоммуникационного оборудования — Boeing, Alcatel Alenia Spazio Italia, ComDev. Первоначально запуск аппарата с помощью ракеты-носителя «Протон-К» и разгонного блока ДМ-3 планировалось произвести в декабре 2005 года. Однако после возникновения проблем с управлением спутником «Монитор-Э» (также разработанным в Центре имени Хруничева на основе платформы «Яхта») было принято решение о проведении цикла дополнительных проверок.
Финансирование создания и запуска спутника составило 65 млн долларов США.
Аппарат был доставлен на космодром Байконур 28 апреля 2006 года, а запуск его был произведён 18 июня 2006 года в 4:44 по времени Астаны (UTC+6) с помощью ракеты-носителя «Протон». Впервые на ракете-носителе «Протон» кроме российских символов были изображены флаг Казахстана и символика Республиканского центра космической связи. За запуском первого казахского спутника на космодроме наблюдали президенты Казахстана Нурсултан Назарбаев и России Владимир Путин.

### Основные технические данные
- Головной разработчик полезной нагрузки: итальянская фирма Alenia Spazio
- Количество транспондеров: 12 (4 большой мощности)
- Полоса пропускания канала: 72 МГц
- Постоянная зона обслуживания на территории Республики Казахстан — эллиптической формы 2,5x3,8
- Частотный план: 10950 — 11700 МГц — на передачу
  - 14000 — 14500 МГц — на приём
  - 11199,5 МГц маяк
  - ЭИИМ: не менее 52,5 дБВт (телевизионные стволы)
  - не менее 49,0 дБВт (связные стволы)
- Добротность системы: не хуже 5,3 дБ/К
- Мощность передатчиков:
  - Для ТВ-вещания в режиме насыщения > 65 Вт
  - Для связи и передачи данных в режиме насыщения > 45 Вт
  - Для связи и передачи данных в квазилинейном режиме > 28 Вт
- Энергопотребление: 1300 Вт
- Срок службы: 10-12,5 лет.
- Точка стояния 103 градуса в. д.

### События
- 17 октября 2006 года после завершения испытаний первый казахский геостационарный спутник связи и вещания «KazSat», а также наземный комплекс управления и системы мониторинга связи на территории Казахстана были переданы от производителя — ГКНПЦ им. М. В. Хруничева заказчику — AO «KazSat»[3].
- Коммерческая эксплуатация спутника была начата в ноябре 2006 года: на спутник были переведены сети телевещания и интернет-коммуникации. К концу 2007 года загрузка спутника составила 70 % от запроектированных возможностей.
- 10 января 2008 года произошёл первый сбой в работе спутника. На 10 часов спутник был потерян, но его удалось стабилизировать. Операторы связи Казахстана оставались без связи около десяти часов.
- 8 июня 2008 года в 07:00 (мск) произошёл сбой в работе KazSat[4], в связи с чем управление спутником было передано главной оперативной группе управления ГПКС. Его выбывшие мощности было предложено заместить ресурсами «Экспресс-АМ33» (96,5° в. д.) и «Экспресс-А2» (103° в. д.)[5]. Некоторые операторы связи Казахстана (Нурсат, KazTransCom, ASTEL) вернулись на спутник NSS-6 (95 градусов в. д.). Руководитель национального космического агентства Талгат Мусабаев предположил, что причиной выхода из строя спутника стал отказ техники, а не человеческий фактор.
- 30 октября 2008 года специалисты Центра им. Хруничева восстановили связь со спутником KazSat, когда он вышел из зоны тени 15 октября 2008 года. 30 октября им удалось застабилизировать космический аппарат и переместить его в расчётную точку стояния. Предполагалось, что после завершения тестирования всех систем он вновь будет введён в эксплуатацию[6].
- 18 ноября 2008 года в Астане прошло заседание межгосударственной казахстанско-российской комиссии. Спутник не был признан готовым к эксплуатации.
- 26 ноября 2008 года спутник КазСат перестал отвечать на сигналы управления и ушёл в неориентированный полёт. Данный сбой являлся необратимым, так как вышла из строя система КУДМ (Комплекс Управляющих Двигателей-Маховиков).
- Январь 2009 года — по решению Премьер-Министра РК Карима Масимова создана специальная рабочая группа для выяснения причин неработоспособности первого казахстанского спутника KazSat-1[7].
- С 6 августа по 13 августа 2009 года спутник КазСат переведён на орбиту захоронения[8].

### Страхование и возмещение ущерба
На этапах производства, транспортировки на космодром, предстартовой подготовки на космодроме, вывода на орбиту и ввода в эксплуатацию на орбите в течение первых трёх месяцев работы KazSat-1 с момента запуска осуществляла российская страховая компания «Русский страховой центр».
Последующее страхование осуществлялось в казахстанской страховой компании «Алатау», перестрахование осуществляли 23 перестраховочные компании. После наступления страхового случая страховая компания довольно долго собирала доли убытка с перестраховщиков (к середине января 2011 выплаты произвели 12 перестраховочных компаний, вопрос решался на переговорах в Лондоне)
. Сама страховая выплата от страховой компании «Алатау» была произведена только в августе 2011 года.
Размер полученного страхового возмещения оценивался в 46 млн.долларов США (по другим оценкам — в 40 млн.долларов США).

## Критика проекта KazSat
Председатель Национального космического агентства Казахстана Талгат Мусабаев заявил, что спутник создавали две стороны, не имевшие опыта создания подобных объектов — Национальный инновационный фонд Казахстана и Государственный космический научно-производственный центр им. Хруничева.